# Карпантье, Эварист
Эварист Карпантье (фр. Évariste Carpentier; нидерл. Evariste Carpentier; 1845, Куурне (англ.) — 1922, Льеж) — бельгийский художник, батальный и исторический живописец, в дальнейшем — пейзажист.

## Юность и образование
Эварист Карпантье родился в семье фермера. С 1861 года он посещал курсы в Академии изящных искусств в Кортрейке под руководством художника Анри де Пратера. Там он быстро выделился среди других учеников и получил несколько наград. В 1864 году Карпантье был принят в Королевскую академию художеств (англ.) в Антверпене, где учился у Никеза де Кейзера (1864—1868). Студент курса живописи «с натуры», он был удостоен премии академии в 1865 году.
В 1872 году Карпантье открыл собственную мастерскую в Антверпене. Молодой художник создавал самые разнообразные картины: религиозные, исторические и мифологические сцены, пасторальные пейзажи, подражания старым фламандским мастерам, однако со временем стало ясно, что его «коньком» является именно историческая живопись.
Друзьями его в этот период были бывшие соученики по академии: Эмиль Клаус, Теодор Верстрате (англ.), Франс Хенс (англ.) и Ян ван Беерс. Друзья часто выставляли свои работы на одних и тех же выставках, а Клаус даже поначалу делил мастерскую с Карпантье.
В 1876 году старая травма колена, полученная Карпантье в ранней юности, привела к серьезным осложнениям, грозившим даже ампутацией. Боль мешала художнику работать. Отказавшись от ампутации, он уехал из Антверпена и вернулся в родную деревню, где его сестра заботилась о нем и лечила его в течение трёх следующих лет и отчасти преуспела в этом.

## Во Франции
По совету своего врача, Карпантье в 1879 году покинул родную деревню Куурне (англ.) и отправился на юг Франции, чтобы ускорить своё выздоровление. В следующем году, на обратном пути, он остановился в Париже, где встретил своего друга Яна ван Беерса. Беерс убедил Карпантье остаться в Париже, где они обзавелись совместной мастерской. Здесь художники коммерчески преуспели, изображая на своих полотнах повседневную жизнь богатых парижан.
В 1881 году Карпантье, наконец, смог навсегда избавиться от костылей и переехал на бульвар Клиши, дом 71. Заинтересовавшись историей Франции, он перешёл на изображение сцен времён Великой французской революции и, в особенности, эпизодов Вандейского восстания. В иконографии Шуанерии и Вандейской войны цикл картин, созданных Карпантье, по праву занимает центральное место. Большинство из работ художника показывают войну глазами роялистов — сторонников французского короля, восставших против революционной Франции. Картины Карпантье из «вандейского цикла» отличает не только высокое качество исполнения, но и высокий уровень достоверности, внимание к деталям. Неудивительно, что работы художника и поныне регулярно воспроизводятся в качестве иллюстраций в книгах на соответствующий сюжет.
Однако, в 1884 году Карпантье вновь меняет свой стиль. Под влиянием художника Жюля Бастьен-Лепажа он начинает создавать реалистичные пейзажи, работая на плэнере — в основном, в Сен-Пьер-ле-Немуре (фр.), недалеко от леса Фонтенбло, а также в Ле-Трепоре и Сен-Мало на побережье Атлантического океана.

## Возвращение в Бельгию
Карпантье вернулся в Бельгию в 1886 году. В 1892 году он окончательно отказался от своей парижской мастерской. В эти годы художник продолжил много путешествовать, как по Бельгии, так и по Франции, в поисках натуры для пейзажей. В этот период Карпантье сблизился с пейзажистами Францем Куртенсом (англ.) и Йозефом Коземансом. Излюбленным маршрутом его поездок стала Бретань, а также провинциальные города Бельгии.
В 1888 году Карпантье женился на Жанне Смален; свадьба была отпразднована в Вервье. В этом браке родилось пятеро детей.
В 1890 году художник с супругой переехали в Оверейсе, а затем в Ла-Юльп (оба населённых пункта находятся в Бельгии).

## Люминизм
После возвращения в Бельгию, художник окончательно отошёл от своей прежней реалистической живописи. Он присоединился к люминистам — бельгийским последователем импрессионизма, самыми известными из которых был Эмиль Клаус, старый друг и соученик Карпантье, с которым его часто сравнивали. С тех пор творческая манера Карпантье определилась навсегда. Он путешествовал по провинциальной Бельгии — её густонаселённым деревням, равнинам Кампина и горным отрогам Арденн и создавал пронизанные светом, тёплые по колориту пейзажи, изображающие простую, современную ему жизнь: крестьянок, крестьянских детей, кур и коров, заросли ивняка и текущие не спеша, словно бы «облитые» солнцем, реки.
Именно этот период в творчестве художника сегодня больше всего ценится на его родине, где Карпантье рассматривается, в первую очередь, как выдающийся люминист.

## Преподаватель
В январе 1897 Карпантье подал заявку на должность профессора живописи в Королевской академии изящных искусств в Льеже (фр.), которая стала вакантной после смерти Эмиля Дельпере (фр.). Заявка Карпентье была одобрена, после чего художник, которому тогда был 51 год, был назначен профессором живописи в упомянутой академии, и поселился в Льеже, на улице Мон-Сен-Мартен.
Несколько позже, сменив Проспера Дриона (фр.), он занял пост директора академии, и находился в этой должности с 1904 по 1910 год, продолжая при этом заниматься преподаванием. Как директору, Карпантье периодически приходилось улаживать интриги и конфликты между подчинёнными, что, вероятно, тяготило художника. Тем не менее, Карпантье удалось осовременить стиль и методы преподавания в академии. Среди его учеников можно назвать Армана Жамара (фр.), Альбера Леметра (фр.), Хосе Вольфа (фр.) и многих других.
Оставив пост директора в силу возраста, Карпантье, тем не менее, продолжал преподавать в Академии. Он вышел на пенсию в 1919 году, посвятив Академии 21 год своей жизни. Художник скончался в Льеже в 1922 году.

## Резюме
Как художник, Карпантье добился значительного прижизненного успеха. За свою карьеру он собрал множество наград и премий на международных выставках в Европе и США (Чикаго, Филадельфия и др.), в том числе золотые медали в Антверпене, Мюнхене, Берлине (1896), Париже, Амстердаме, Барселоне, Ницце. Карпантье прожил достаточно долгую жизнь, имел большую семью и многочисленных учеников, и, в целом, добился того, чего трудно было ожидать от сына фермера, в юности чуть не сделавшегося калекой. Тем не менее, популярность в середине XX века так называемого беспредметного искусства негативно сказалось на репутации Карпентье, повторное открытие творчества которого происходит только в наше время.

## Отзывы о художнике
Карпантье был импрессионистом в том смысле, что его холсты проделывают дыру на улицу в стене, где они висят, окна открыты для здоровой, насыщенной солнцем жизни. Однако было бы напрасно пытаться найти ему место в какой-либо классификации, так как он попробовал себя буквально во всех жанрах. Карпантье — один из тех художников, кто  старательно избегает ярлыков, потому что их вдохновение столь же разнообразно, как и сама природа.
— Жорж Сименон

## Галерея

### Работы Карпантье, посвящённыеВандееиШуанерии
- Отступающие шуаны.
- Шуаны в засаде. Музей истории и искусств Шоле.
- Восстание в Вандее. Перед битвой (офицер прощается с женой).
- Заключенные высмеивают мадам Ролан (1754—1793) в тюрьме Сен-Пелажи (фр.).
- Скрывающиеся роялисты.
- Беглецы (семья дворян-роялистов пытается покинуть своё поместье тайком от республиканцев).
- Сражение в Вандее.
- Сцена Эпохи террора.
- Предупреждение (республиканцы близко!).

### Жанровые сцены (1880-е)
- Приезд иностранцев.
- Посещение выздоравливающей.
- Выговор.
- Корзинка с котами.

### Люминизм
- Площадь Сен-Жак в Льеже.
- Под скалами Лона (пейзаж Арденн).
- Закат в Остенде.
- Август в Кампине.
- На берегу реки.
- Первые погожие дни.
- Кормление кур.
- Купаться запрещено.